# Tony Shalhoub
Tony Shalhoub   (Green Bay, 9 d'octubre de 1953) Anthony Marcus "Tony" Shalhoub, és un actor i productor estatunidenc, guanyador de quatre premis Emmy i un Globus d'Or. Va ser el protagonista i productor executiu de la sèrie estatunidenca Monk, on interpretava a Adrian Monk, un detectiu que pateix un trastorn obsessiu-compulsiu, i és habitualment necessitat pel Departament de Policia de San Francisco (Califòrnia) per resoldre crims especialment difícils, que ningú més pot resoldre. Abans d'interpretar a Adrian Monk, era més conegut pel seu paper com a el taxista italià Antonio Scarpacci en la sèrie estatunidenca de la NBC Wings, personatge que va interpretar des de 1991 fins a 1997. Actualment, Shalhoub és un sol·licitat actor de repartiment.

## Biografia
El novè de deu fills, Shalhoub va néixer i créixer en una família cristiana libanesa a Green Bay, Wisconsin. La família vivia al carrer Doty, i la mare de Shalhoub mantenia l'harmonia de la nombrosa família malgrat el caos. Shalhoub va descriure la seva mare com a "divertida i boja" i va dir que no permetria que Shalhoub i els seus germans expressessin la seva ràbia. Shalhoub va atribuir la seva teràpia d'adult a aquesta restricció emocional, però ha afirmat que li va permetre interpretar papers tranquils i relaxats en la seva carrera.
Joseph es va casar amb la mare de Shalhoub, Helen Seroogy, una libanesa-americana. Es van conèixer quan Joseph va ser acollit per ser criat per la seva família, quan tots dos eren joves. La família Seroogy regentava una botiga de llaminadures que continua sent un negoci familiar. Un dels besavis materns de Shalhoub, Abdul Naimy, tot i que libanès, va ser assassinat crucificat el 1895 durant les massacres hamidianes comeses contra els armenis cristians a l'Imperi Otomà.
Shalhoub va començar a actuar gràcies a una germana gran, que el va proposar per ser un extra en una producció de l'institut de The King and I. Després de graduar-se a la Green Bay East High School, va passar un curt període a la Universitat de Wisconsin-Green Bay abans de participar en l' Intercanvi Nacional d'Estudiants a la Universitat del Sud de Maine, on més tard es va transferir i va obtenir una llicenciatura. Més tard va obtenir un màster a la Yale School of Drama el 1980.
Després de tres anys d'absència de la pantalla petita, Shalhoub va protagonitzar una altra sèrie de televisió, Monk. Emesa per USA Network, la sèrie presentava Shalhoub com a Adrian Monk, un detectiu amb trastorn obsessiu-compulsiu . Va ser nominat a un premi Emmy al millor actor principal en una sèrie de comèdia durant vuit anys consecutius, del 2003 al 2010, guanyant-lo el 2003, 2005 i 2006. També va guanyar el Globus d'Or a la millor actuació d'un actor en una sèrie de televisió - Musical o Comèdia el 2003. El maig de 2020, el servei de streaming Peacock de la NBC va publicar una sèrie de vídeos a YouTube durant la pandèmia de la COVID-19, titulats "At-Home Variety Show". Entre ells hi havia un curtmetratge de Monk titulat "Mr. Monk Shelters in Place", protagonitzat per Shalhoub i els seus companys de repartiment Traylor Howard, Ted Levine i Jason Gray-Stanford, que mostrava com els seus personatges estaven afrontant la pandèmia.
Shalhoub va tornar el desembre de 2006 a l'Off-Broadway Second Stage Theatre, al costat de Patricia Heaton, per a una representació de The Scene de Theresa Rebeck. A més del seu treball com a actor, Shalhoub, juntament amb la Network of Arab-American Professionals i Zoom-in-Focus Productions, va establir el concurs The Arab-American Filmmaker Award Competition el 2005. Els cineastes araboamericans van presentar guions, i el guanyador escollit va ser traslladat a Hollywood per produir el seu guió.

## Filmografia

### Cinema
| Any  | Títol                                               | Paper                                            | Notes                                |
| ---- | --------------------------------------------------- | ------------------------------------------------ | ------------------------------------ |
| 2023 | Flamin' Hot                                         | Roger Enrico                                     | [ 12 ]                               |
| 2022 | Linoleum                                            | Dr. Alvin                                        | [ 13 ]                               |
| 2021 | Rumble                                              | Fred                                             | Veu (animació)                       |
| 2018 | Rosy                                                | Dr. Godin                                        |                                      |
| 2017 | They Shall Not Perish                               | Karnig Parnian                                   |                                      |
| 2017 | Cars 3                                              | Luigi                                            | Veu (animació)                       |
| 2017 | Final Portrait: L'art de l'amistat (Final Portrait) | Diego Giacometti                                 | [ 15 ]                               |
| 2017 | Breakable You                                       | Adam Weller                                      | [ 16 ]                               |
| 2016 | The Assignment                                      | Dr. Ralph Galen                                  |                                      |
| 2016 | Custody                                             | Jason Schulman                                   |                                      |
| 2016 | Teenage Mutant Ninja Turtles: Out of the Shadows    | Mestre Estellicó                                 | Veu                                  |
| 2014 | Teenage Mutant Ninja Turtles                        | Mestre Estellicó                                 | Veu                                  |
| 2013 | Movie 43                                            | Papa                                             |                                      |
| 2013 | Pain & Gain                                         | Victor Kershaw                                   |                                      |
| 2011 | Cars 2                                              | Luigi                                            | Veu (animació)                       |
| 2010 | How Do You Know                                     | Psiquiatre                                       |                                      |
| 2007 | Careless                                            | Mr. Roth                                         | A producció                          |
| 2007 | 1408                                                | Sam                                              |                                      |
| 2007 | AmericanEast                                        | Sam                                              | La primera pel·lícula àrab-americana |
| 2006 | The Adventures of Beatle Boyin                      | Agent de l'oficina d'infraccions de l'apartament |                                      |
| 2006 | Cars                                                | Luigi                                            | Veu (animació)                       |
| 2006 | Sacco and Vanzetti                                  | Nicola Sacco                                     | Veu; documental                      |
| 2005 | Mush                                                |                                                  | Productor executiu                   |
| 2005 | The Naked Brothers Band                             | Ell mateix                                       |                                      |
| 2005 | The Great New Wonderful                             | Dr. Trabulous                                    |                                      |
| 2004 | The Last Shot                                       | Tommy Sanz                                       |                                      |
| 2004 | Against the Ropes                                   | Sam LaRocca                                      |                                      |
| 2003 | Party Animals                                       | Pare d'un famòs                                  |                                      |
| 2003 | Spy Kids 3-D: Game Over                             | Alexander Minion                                 |                                      |
| 2003 | T for Terrorist                                     | Home de vestit blanc                             | Curtmetratge                         |
| 2003 | Something More                                      | Mr. Avery                                        |                                      |
| 2003 | Spy Kids 2: The Island of Lost Dreams               | Alexander Minion                                 |                                      |
| 2002 | Life or Something Like It                           | El profeta Jack                                  |                                      |
| 2002 | Made-Up                                             | Max Hires                                        | Director                             |
| 2002 | Impostor                                            | Nelson Gittes                                    |                                      |
| 2002 | Hombres de negro II                                 | Jack Jeebs                                       |                                      |
| 2001 | 13 fantasmas                                        | Arthur Kriticos                                  |                                      |
| 2001 | The Man Who Wasn't There                            | Freddy Riedenschneider                           |                                      |
| 2001 | Spy Kids                                            | Alexander Minion                                 |                                      |
| 2001 | The Heart Department                                | Dr. Joseph Nassar                                |                                      |
| 1999 | Galaxy Quest                                        | Fred Kwan                                        |                                      |
| 1999 | That Championship Season                            | George Sitkowski                                 |                                      |
| 1999 | The Tic Code                                        | Phil                                             |                                      |
| 1998 | A Civil Action                                      | Kevin Conway                                     |                                      |
| 1998 | The Siege                                           | Agent Frank Haddad                               |                                      |
| 1998 | The Impostors                                       | Voltri, First Mate                               |                                      |
| 1998 | Paulie                                              | Misha Belenkoff                                  |                                      |
| 1998 | Primary Colors                                      | Eddie Reyes                                      |                                      |
| 1997 | A Life Less Ordinary                                | Al                                               |                                      |
| 1997 | Gattaca                                             | German                                           |                                      |
| 1997 | Hombres de negro                                    | Jack Jeebs                                       |                                      |
| 1996 | Radiant City                                        | Narrador                                         |                                      |
| 1996 | Big Night                                           | Cosí                                             |                                      |
| 1994 | I.Q.                                                | Bob Rosetti                                      |                                      |
| 1993 | Gypsy                                               | Tiet Jocko                                       |                                      |
| 1993 | Addams Family Values                                | Jorge                                            |                                      |
| 1993 | Searching for Bobby Fischer                         | Membre del club de escacs                        |                                      |
| 1992 | Honeymoon in Vegas                                  | Buddy Walker                                     |                                      |
| 1991 | Barton Fink                                         | Ben Geisler                                      |                                      |
| 1990 | Quick Change                                        | Taxista                                          |                                      |
| 1990 | Longtime Companion                                  | Metge de Paul                                    |                                      |
| 1989 | Money, Power, Murder                                | Seth Parker                                      |                                      |
| 1989 | Day One                                             | Enrico Fermi                                     |                                      |
| 1988 | Alone in the Neon Jungle                            | Nahid                                            |                                      |

### Televisió
| Any         | Títol                                                         | Paper                  | Notes          |
| ----------- | ------------------------------------------------------------- | ---------------------- | -------------- |
| 2017        | La meravellosa Senyora Maisel                                 | Abe Weissman           |                |
| 2016        | BrainDead                                                     | Raymond Wheatus        |                |
| 2015        | Nurse Jackie                                                  | Dr. Bernard Prince     |                |
| 2011        | Too Big to Fail                                               | John Mack              |                |
| 2002 - 2009 | Monk                                                          | Adrian Monk            |                |
| 2000        | MADtv -Temporada 5, Episodi 18-Temporada 5, Episodi 24        | Taxista, ell mateix    |                |
| 1999 - 2000 | Stark Raving Mad                                              | Ian Stark              |                |
| 1999        | Ally McBeal -Temporada 2, Episodi 18: "Those Lips, That Hand" | Albert Shepley         |                |
| 1997        | White Lightning                                               | Baby Duck              | Veu (animació) |
| 1996        | Frasier -Temporada 3, Episodi 23: "The Focus Group"           | Manu                   |                |
| 1996        | Almost Perfect -Temporada 1, Episodi 16: "Neurotic Act"       | Alex Thorpe            |                |
| 1995        | Gargoyles -Temporada 2, Episodi 31: "Grief"                   | The Emir               | Veu (animació) |
| 1995        | The X-Files -Temporada 2, Episodi 23: "Soft Light"            | Dr. Chester Ray Banton |                |
| 1992        | Dinosaurs -Temporada 2, Episodi 14: "Fran Live"               | Jerry                  | Veu (titella)  |
| 1991 - 1997 | Wings                                                         | Antonio Scarpacci      |                |
| 1991        | Monsters -Temporada 3, Episodi 17: "Leavings"                 | Mancini                |                |
| 1987        | Spenser: For Hire -Temporada 2, Episodi 19: "The Road Back"   | Dr. Hambrecht          |                |
| 1986        | L'equalitzador -Temporada 1, Episodi 19: "Breakpoint"         | Terrorista             |                |